# Каньюелас (округ)
Округ Каньюелас (ісп. Cañuelas) — адміністративно-територіальна одиниця 2-ого рівня у провінції Буенос-Айрес в центральній Аргентині. Адміністративний центр округу — Каньюелас (ісп. Cañuelas).
Населення округу становить 51892 особи (2010). Площа — 1190 кв. км.

## Історія
Округ заснований у 1822 році.

## Населення
У 2010 році населення становило 51892 особи. З них чоловіків — 25920, жінок — 25972.

## Політика
Округ належить до 3-ого виборчого сектору провінції Буенос-Айрес.